# Сад насолод (фільм)
«Сад насолод» (англ. The Pleasure Garden) — англійська кримінальна мелодрама режисера Альфреда Гічкока 1925 року. Екранізація роману Олівера Сендіса. Перший фільм Гічкока як самостійного режисера.

## Сюжет
Петсі, танцюристка з театру «Сад насолод», влаштовує на роботу в трупу свою приятельку Джил. Джил заручена з Г'ю, який працює в колоніях.
Петсі одружується з Леветтом, колегою Г'ю, і, провівши медовий місяць на озері Комо, Леветт теж відпливає в ті краї. Джил, яка весело проводить час у Лондоні, користуючись успіхом у чоловіків, відкладає поїздку до колонії, де її чекає наречений. Петсі залишається вірна чоловікові, і, отримавши лист про його хворобу, їде до нього. Але на місці вона дізнається, що Леветт потрапив під вплив місцевої жительки…

## У ролях
- Вірджинія Валлі — Петсі Бренд
- Кармеліта Гераті — Джилл Чейні
- Майлз Мендер — Леветт
- Джон Стюарт — Г'ю Філдінґ
- Фердинанд Мартіні — містер Сайді
- Флоренс Гелмінґер — місіс Сайді
- Георг Шнелл — Оскар Гемілтон
- Карл Фалькенберг — князь Іван

## Цікаві факти
- Фільм отримав хорошу оцінку в пресі. Лондонська «Дейлі експрес» помістила рецензію під заголовком «Молодий чоловік з хваткою лева».
- Майлз Мендер, вирушаючи з вокзалу в Мюнхені, забув у таксі свій грим-кейс і ледве встиг на поїзд.
- При переїзді з Мюнхена на зйомки в Італії, на кордоні у Гічкока конфіскували десять тисяч футів плівки, яка була не зазначена у митній декларації. Крім плівки, контрабандою провозилася також камера, але її співробітники митниці не знайшли.